# Jan Theodoor Kruseman
Jan Theodoor Kruseman (Amsterdam, 7 november 1835 – Ukkel, 19 februari 1895), zoon van de kunstschilder Jan Adam Kruseman, was een Nederlandse kunstschilder.

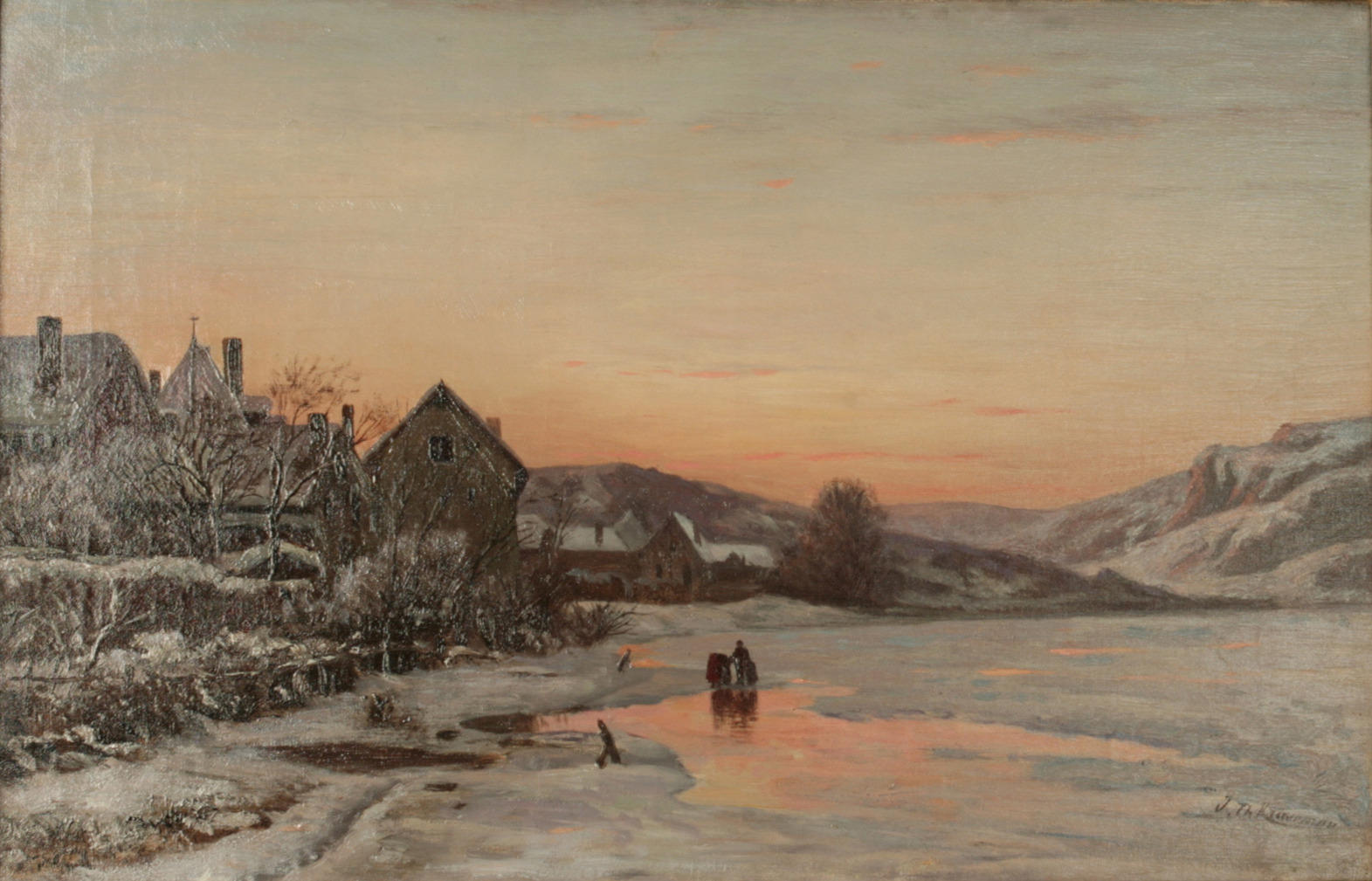
Jan Theodoor Kruseman: Winteravond bij Anseremme sur Meuse

Jan Theodoor Kruseman werd geboren in Amsterdam als zoon van Jan Adam Kruseman (1804-1862) en Alida de Vries (1799-1862). Nadat hij oorspronkelijk een loopbaan in de zeescheepvaart had gezocht, richtte hij later zijn keus op de teken- en schilderkunst. Hij kreeg tekenles in 1851 van Everhardus Koster (1817-1892). In 1853 vertrok hij naar Brussel waar hij twee jaar lang schilderde en raad kreeg van Willem Roelofs (1822-1879), met wie hij ook door Luxemburg en Duitsland reisde. Vervolgens werkte hij enige tijd bij zijn vader die toen een gevierd portretschilder was. Ook bracht hij enige tijd door op het eiland Terschelling om zeegezichten te schilderen. Hij bekwaamde zich verder onder de leiding van Nicolaas Riegen (1827-1889) en in 1857 bij Louis Meijer (1809-1866). In gezelschap van deze laatste en van Maurits de Haas (1832-1895) bereisde hij Normandië, Bretagne en Jersey. Ten slotte keerde hij in 1860, na een reis naar Engeland, terug naar Brussel, waar hij tot zijn dood is gebleven.
In 1884 is Jan Theodoor Kruseman benoemd tot ridder in de Venezolaanse orde van het Borstbeeld van de Bevrijder